# Agencia Espacial del Paraguay
La Agencia Espacial del Paraguay (AEP) es una entidad autárquica para entender, diseñar, proponer y ejecutar las políticas y programas en materia espacial y aeroespacial en Paraguay. Dependerá en forma administrativa y funcional de la Presidencia de la República. La AEP tendrá como objetivo general promover y gestionar el desarrollo de las actividades espaciales nacionales, promoviendo la innovación tecnológica que fuera necesaria para lograr y para aprovechar el espacio ultraterrestre en forma pacífica.

## Historia
El Proyecto de Ley para la creación del ente especializado, fue elaborado y presentado por el coronel de la Fuerza Aérea Paraguaya Liduvino Vielman Diaz, director general de la Dirección General de Defensa Aeroespacial del Ministerio de Defensa Nacional, el 7 de agosto de 2012, como respaldo al proyecto, también fueron realizados distintos eventos educativos a fin de concienciar a las autoridades políticas y a la sociedad en general sobre la importancia y valor del uso del espacio ultra-terrestre para investigaciones científicas.
Uno de los eventos de importancia fue el "I Seminario Internacional sobre Tecnología Satelital para el Desarrollo y Defensa Nacional", organizado por la Dirección General de Defensa Aeroespacial del Ministerio de Defensa Nacional, conjuntamente con el Ministerio de Defensa del Reino Unido de España. 
A resulta de los fundamentos esgrimidos, el Poder Legislativo y Ejecutivo del Estado Paraguayo sanciona y promulga la Ley N.º 5151/14 del 26 de marzo de 2014 que crea la Agencia Espacial del Paraguay (AEP).

## Misión
Planificar y ejecutar programas espaciales de aprovechamiento del espacio ultraterrestre, para coadyuvar al logro de los fines del Estado Paraguayo.

## Visión
Ser un órgano de excelencia que brinde servicio con innovación permanente, partícipe de I+D+i en el uso del espacio ultraterrestre, para beneficio del Estado Paraguayo.

## Funciones
La Agencia Espacial del Paraguay tiene encomendadas las siguientes funciones:
1. Ejecutar la política espacial del Paraguay, a través de la elaboración y aplicación del Programa Nacional de actividades espaciales;
2. Realizar tareas de investigación conducentes a la formación de grupos que posean disciplinas y técnicas necesarias para el acceso a la tecnología espacial y sus aplicaciones;
3. Dictar su reglamento interno y establecer su estructura orgánica;
4. Realizar tareas de desarrollo en ingeniería de avanzada, abarcando los campos necesarios para alcanzar una adecuada tecnología espacial nacional;
5. Asegurar la capacitación y el permanente perfeccionamiento de investigadores, profesionales, técnicos y personal idóneo, a través de cursos, becas e interacción con universidades, organismos estatales y otras instituciones del país o del exterior;
6. Promover la transferencia de tecnología espacial para usos en agronomía, cartografía, prospección minera, meteorología, geología, medio ambiente, medicina, comunicaciones, defensa, industriales u otras áreas, a entes estatales y, bajo licencia, al sector privado, brindando asistencia técnica para alcanzar las pautas de calidad que determine;
7. Prestar asistencia técnica al Estado en materia espacial;
8. Obtención de los recursos financieros necesarios para realizar sus actividades;
9. Generar orientaciones, normativas y regulaciones para que la exploración, utilización y explotación del espacio ultraterrestre sirvan de herramienta para el desarrollo económico, político, social y cultural del país, en los términos, extensión y condiciones que determinen los acuerdos internacionales, el ordenamiento jurídico internacional y en razón de los principios reguladores de la soberanía, seguridad y defensa integral de la nación;
10. Promover y desarrollar acuerdos de cooperación con entidades públicas y privadas de otros países, de conformidad con la política exterior de la República y con la debida intervención del Ministerio de Relaciones Exteriores;
11. Regular y fiscalizar las condiciones de elegibilidad para las concesiones, otorgamiento y cesión de licencias del uso de la tecnología aeroespacial. El proceso para tramitar una licencia se iniciará mediante procedimiento administrativo;
12. Asesorar a las autoridades, con relación a los Tratados y/o Convenios, políticas, programas, planes y criterios que rigen en la materia;
13. Proyectar y/o elaborar la política operativa necesaria en esta actividad;
14. Emitir resoluciones administrativas y operativas; y,
15. Otras actividades relativas a las funciones de la Agencia.

## Conformación
La Agencia Espacial del Paraguay, estará conformada por una Junta Directiva, que estará integrada por un Presidente y doce miembros designados por las siguientes instituciones:
1. Ministerio de Defensa Nacional;
2. Ministerio de Relaciones Exteriores;
3. Ministerio de Educación y Ciencias;
4. Consejo Nacional de Ciencias y Tecnología;
5. Universidad Nacional de Asunción – Facultad Politécnica;
6. Universidad Nacional de Asunción – Facultad de Ingeniería;
7. Universidad Nacional de Asunción – Facultad de Derecho y Ciencias Sociales, a través del Instituto de Derecho Aeronáutico, Espacial, de la Aviación Comercial y de la Aviación General (IDAEACAGPY);
8. Comisión Nacional de Telecomunicaciones;
9. Comando de la Fuerza Aérea Paraguaya;
10. Dirección Nacional de Aeronáutica Civil (DINAC);
11. Secretaría Nacional de Tecnología de la Información y Comunicación (SENATIC); y,
12. Universidad Católica de Asunción, Facultad de Ciencias y Tecnología.